# 三氟硅烷
三氟硅烷是一种无机化合物，可以由甲硅烷的三个氢原子被氟取代而成。

## 制备
三氟硅烷可以由三氯硅烷和三氟化锑、氟化锌或四氟化钛 反应而成。
{\displaystyle \mathrm {SiHCl_{3}+SbF_{3}\longrightarrow SiHF_{3}+SbCl_{3}} }
{\displaystyle \mathrm {4\ SiHCl_{3}+3\ TiF_{4}\longrightarrow 4\ SiHF_{3}+3\ TiCl_{4}} }
三氟硅烷也可以由二氟硅烷的热分解取得。  这个反应是由Otto Ruff在20世纪初提出的。 

## 性质
三氟硅烷是一种无色易燃气体，会水解并在室温下缓慢分解。当加热到400℃时，它迅速分解为氢、硅和四氟化硅。它恢分解醇和醚，并降低浓硝酸的浓度。它与空气反应，形成爆炸性气体的混合物。 